# Croton nigricans
Espèce
Croton nigricans est une espèce de plantes à fleurs du genre Croton et de la famille des Euphorbiaceae présente au Brésil (Rio de Janeiro).
Il a pour synonyme :
- Julocroton nigricans, Mart. ex Schltdl.